# Luftfilter

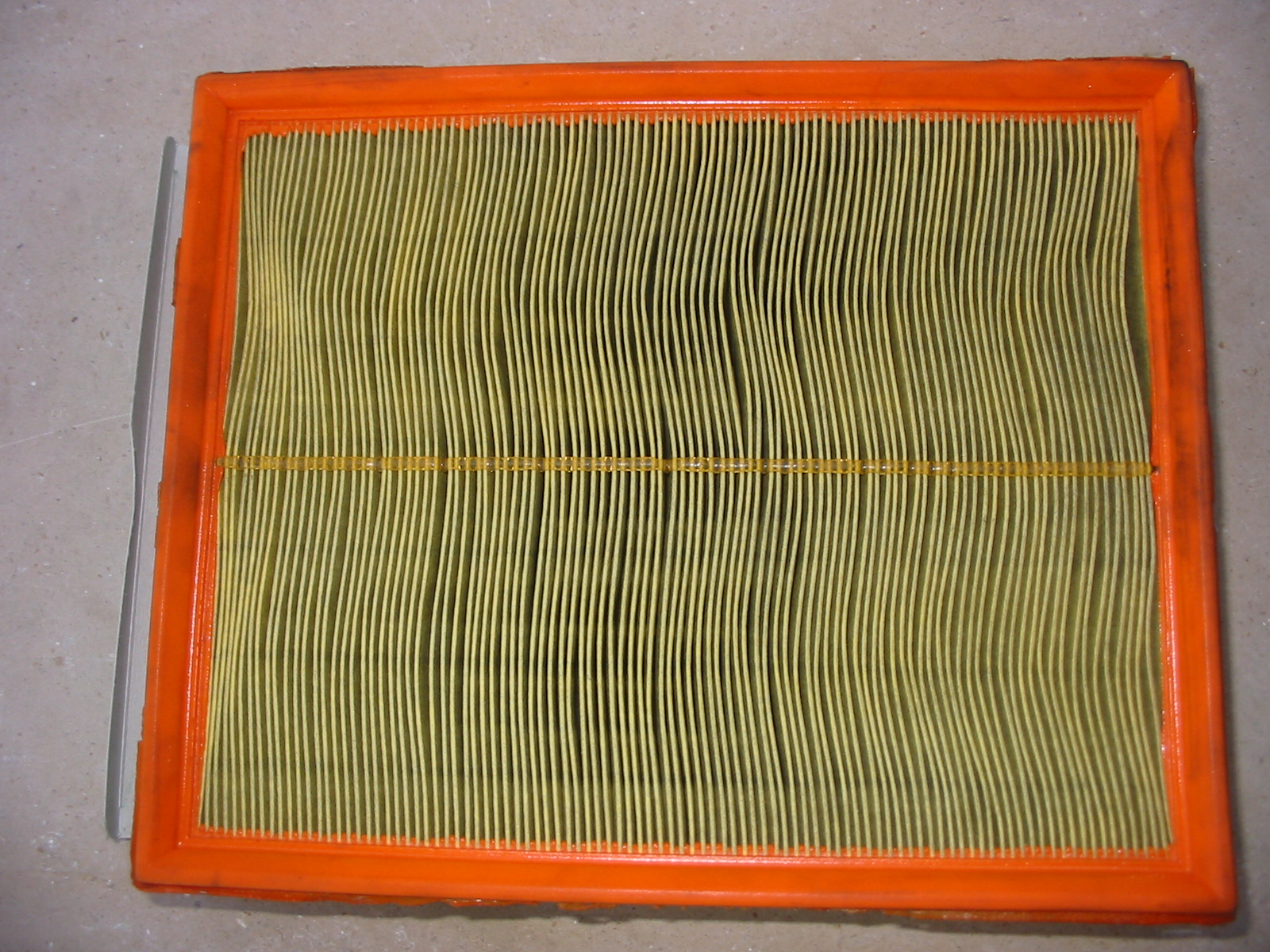
Luftfiltret till en Opel Astra.

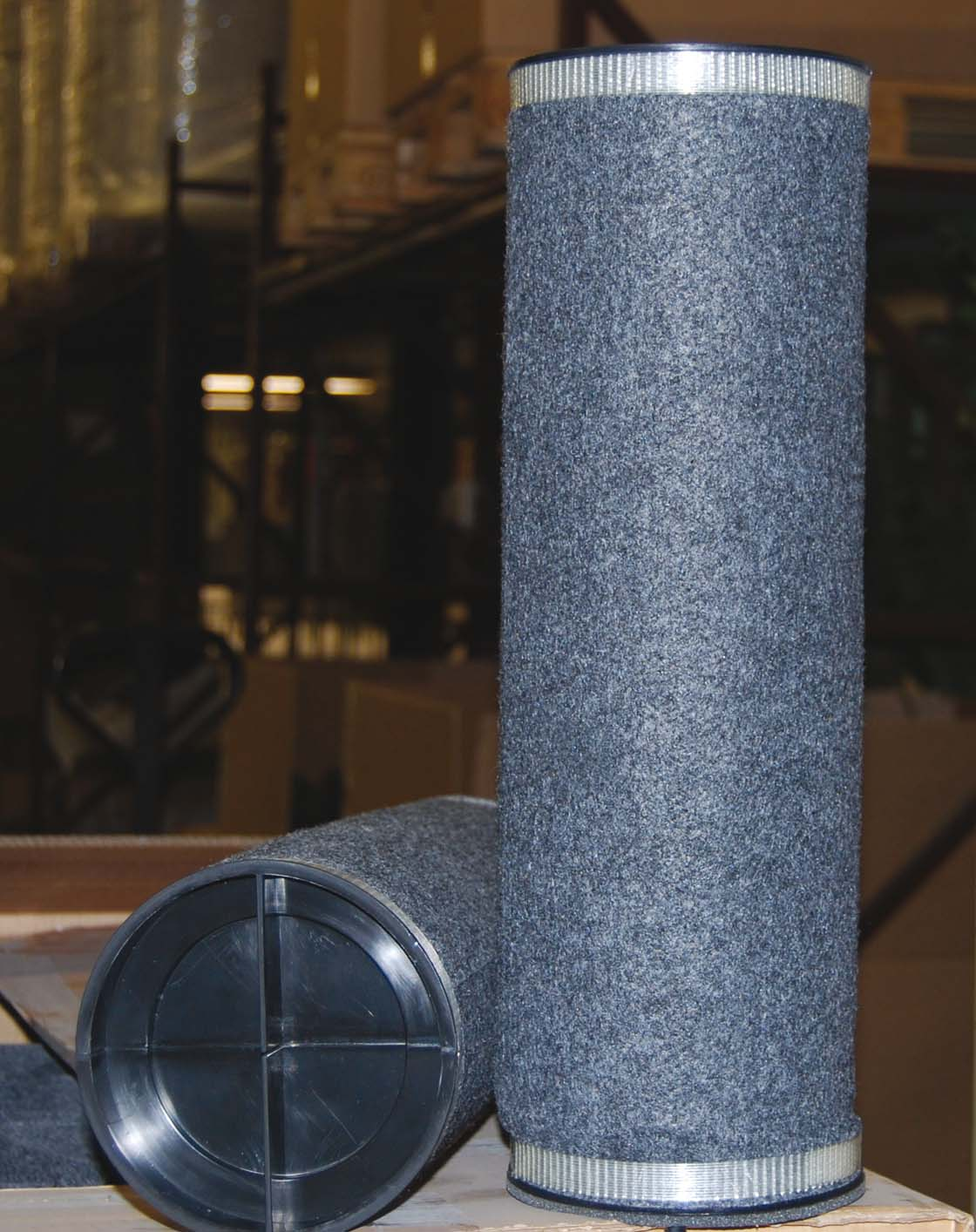
Kolfilterpatron som bland annat används för att eliminera lukt av flygbränsle i terminalbyggnader.

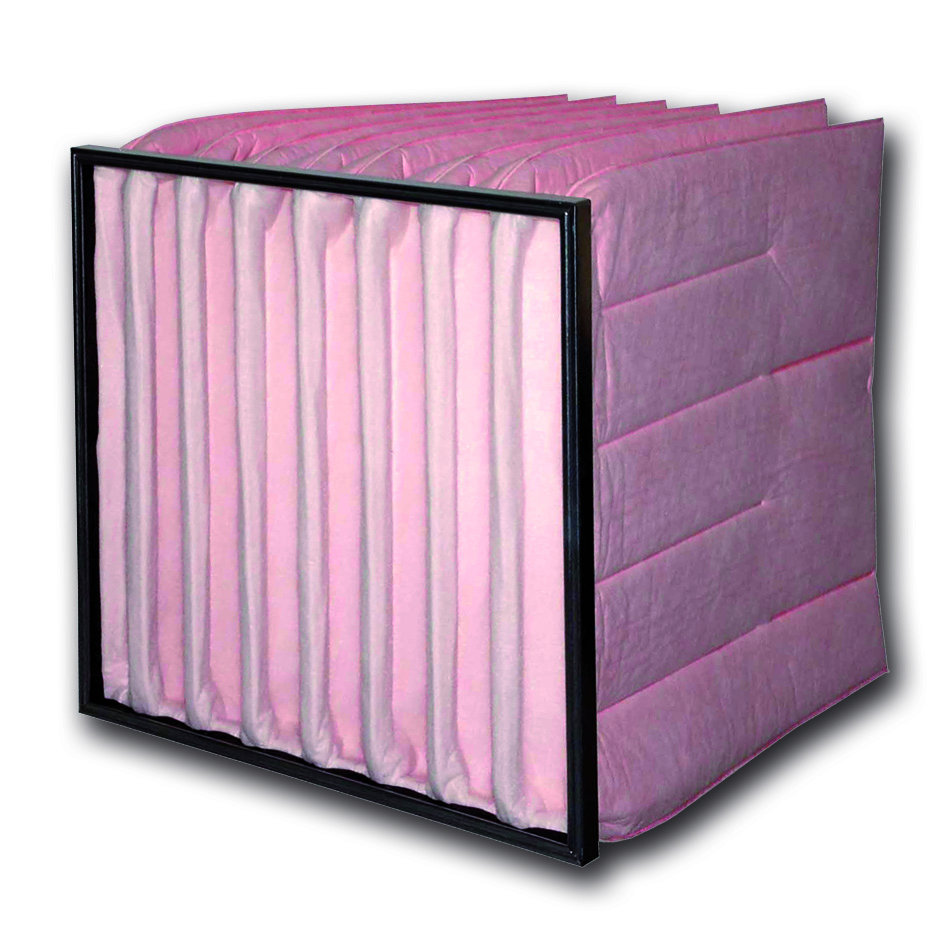
Luftfilter i standardmått för ventilationsaggregat

Luftfilter är en typ av filter som avlägsnar oönskade partiklar från luften. Filtret består av en barriär som kan vara mekanisk eller kemisk eller både och. Ett mekaniskt luftfilter består av fibermaterial som avlägsnar damm, pollen, mögel och bakterier. Ett kemiskt luftfilter består av en absorbent eller katalysator för avlägsnande av luftburna molekylära föroreningar såsom lättflyktiga organiska föreningar eller ozon. Inte bara fasta ämnen som damm och fin sand stoppas av ett luftfilter. Vissa luftfilter kan också hindra olika gaser och vätskor att tränga igenom, som till exempel en gasmask.

## Några exempel
Ofta består luftfiltrets barriär av filtrerpapper eller aktivt kol eller både och. Luftfiltret finns oftast i insugningsdelen av luftrummet i förbränningsmotorer, luftkonditionering och andra anläggningar som kräver renad luft. Luftintagen i förbränningsmotorer och kompressorer använder för det mesta antingen papper, skum eller bomullsfilter.
Vissa anläggningar som flygmaskiner och andra konstgjorda miljöer (till exempel satelliter och rymdfärjor) använder skum, veckat papper eller spunnet glasfiber som luftfilter. En annan metod är att använda luftjoniserare med fibrer eller element som genom statisk elektricitet drar till sig dammpartiklar.